# Meg Griffin
Megatron (Meg) Griffin is de dochter van het hoofdpersonage in de Amerikaanse animatieserie Family Guy, Peter Griffin.
De stem van Meg wordt sinds 2000 ingesproken door Mila Kunis.
Meg is het minst populaire kind van de familie. Ze werd tot seizoen 15 altijd gepest door haar familie (met name Peter) en is nog altijd impopulair op school. Ze heeft een saaie kledingsmaak en wordt door iedereen gekleineerd. In de serie probeert ze erachter te komen wie ze is. Ze wordt onder andere lid van een sekte en datet de burgemeester Adam West.
Thuis wordt ze vaak door haar vader Peter gepest. Ze heeft verschillende vriendjes gehad, zoals een naturist, een dode man, de voormalige vriend van haar moeder en een nieuwslezer (dankzij hond Brian toen die de rol van Peter in het gezin overnam). Ze was ook een keer geobsedeerd door Brian.
Een keer is Meg omgebouwd tot een bloedmooie meid die als wereldberoemd fotomodel haar debuut maakt. Maar omdat ze door een acteur werd misbruikt, is ze van haar imago afgestapt. Meg heeft ook eens geprobeerd een lesbische verhouding te beginnen, maar ze moest uiteindelijk toegeven dat ze niet lesbisch is. Meg is ooit lid geweest van een christelijk fundamentalistische groepering die een klopjacht had geopend op haar hond Brian omdat hij er openlijk voor uitkwam een atheïst te zijn.
In de serie wordt een aantal dingen over Meg 'ontdekt': in de aflevering The Kiss Seen Around the World wordt bijvoorbeeld verteld dat Meg een pinda-allergie heeft en in een andere aflevering wordt bekendgemaakt dat Peter Griffin op de geboorteakte van Meg de naam Megan in Megatron heeft veranderd.
In het begin was ze in principe 18 jaar, in seizoen 9 is haar leeftijd terugveranderd naar 17 jaar.